# بخش دیما
بخش دیما (به انگلیسی: Dima Hasao district) یک بخش در هند است که در آسام واقع شده‌است. بخش دیما ۴٬۸۹۰ کیلومتر مربع مساحت و ۲۱۳٬۵۲۹ نفر جمعیت دارد و ۵۱۳ متر بالاتر از سطح دریا واقع شده‌است.